# Błędów
Błędów [pronunciación en polaco: /ˈbwɛnduf/]es un pueblo en el distrito administrativo de Gmina Wierzbica, dentro del Distrito de Radom, Voivodato de Mazovia, en el centro-este de Polonia. Se encuentra aproximadamente 4 kilómetros al norte de Wierzbica, 15 kilómetros al suroeste de Radom, y 104km al sur de Varsovia.